# My Life Is a Movie
My Life Is a Movie è il primo album in studio del rapper somalo-canadese K'naan, pubblicato nel 2004 indipendentemente.
Il disco non ebbe una pubblicazione ufficiale tramite un'etichetta discografica vera e propria, ma venne venduto durante i concerti ed i festival dove si esibiva il rapper come artista indipendente.

## Tracce
1. Salaam – 0:26
2. Smile – 4:21
3. Voices at the Crossroads (feat. Tracy Chapman) – 3:27
4. Spoken Thought – 1:39
5. Boxin' My Shadow – 4:27
6. Diaspora – 1:28
7. Until the Lion Learns to Speak – 3:00
8. Soobax – 3:40
9. Freestyle – 2:50
10. My Life Is a Movie – 3:31
11. Spoken Love – 1:27
12. Blues for the Horn (con Peter Tosh) – 6:49
13. My Mother's Pearls (feat. Sade)– 3:23
14. Wa Salaam – 4:25